# Chaldene (księżyc)
Chaldene (Jowisz XXI) – mały zewnętrzny księżyc Jowisza, odkryty przez grupę astronomów z Uniwersytetu Hawajskiego prowadzoną przez Scotta Shepparda w 2000 roku.

## Nazwa
Jego nazwa wywodzi się od mitologicznej postaci – Chaldene, matki Solymosa i kochanki Zeusa. 

## Charakterystyka fizyczna
Chaldene jest jednym z najmniejszych księżyców Jowisza, jego średnicę ocenia się na około 4 km. Średnia gęstość tego ciała to ok. 2,6 g/cm3, składa się ono głównie z krzemianów. Powierzchnia księżyca jest bardzo ciemna – jego albedo wynosi zaledwie 0,04. Z Ziemi można go zaobserwować jako obiekt o jasności wizualnej co najwyżej 22,5 magnitudo.
Chaldene krąży wokół Jowisza ruchem wstecznym, czyli w kierunku przeciwnym do obrotu planety wokół własnej osi. Należy do grupy Karme.